# Curtis Yarvin
Curtis Guy Yarvin, även känd under pseudonymen Mencius Moldbug, född 1973, är en amerikansk högerextrem bloggare.
Tillsammans med filosofen Nick Land grundade han den anti-egalitära och anti-demokratiska filosofiska rörelsen "Dark Enlightenment", även omnämnd som "neo-reaktionary movement" (NRx).
Yarvin anser att den amerikanska demokratin är ett misslyckat experiment och att den bör ersättas med en monarki liknande ett företagsstruktur, där de styrande företagen ska ha absolut makt över medborgarna. Han har uttryckt rasistiska åsikter, försvarat slaveri och sagt att mörkhyade kan vara mer naturligt benägna till underkastelse än andra.
Hans idéer har influerat framstående personer inom Silicon Valley och den amerikanska högern, inklusive Peter Thiel, Steve Bannon och J.D. Vance.